# Mirlovići
Mirlovići su naseljeno mjesto u općini Višegrad, Republika Srpska, BiH.

## Stanovništvo
Nacionalni sastav stanovništva 1991. godine, bio je sljedeći:
| Narod     | Broj stanovnika |
| --------- | --------------- |
| Srbi      | 21              |
| Muslimani | 3               |
| Ostali    | 1               |
| Ukupno    | 25              |